# Slezské divadlo Opava
Slezské divadlo je označení pro divadelní instituci a budovu v Opavě. Součástí divadla jsou dva soubory – činoherní a operní. Součástí Slezského divadla je i baletní a koncertní činnost. Divadlo má ve svém repertoáru inscenace světových i českých autorů, které divák může znát i z jiných světových nebo domácích scén.
Budova divadla je zapsána v seznamu nemovitých kulturních památek Národního památkového ústavu.

## Dějiny

### Počátky divadelnictví v Opavě
Počátky divadelnictví v Opavě jsou spojeny s výchovnou činností jezuitského gymnázia, otevřeného v roce 1630. Latinské školní hry provozovali žáci nejen v prostorách Jezuitské koleje, ale příležitostně i na veřejném prostranství před kostelem – například 3. prosince 1681 hru oslavující sv. Františka Xaverského. V menší míře divadelní činnost podporovali i opavští minorité. Žáci městské školy příležitostně hráli scény ze života světců v německém jazyce. Tyto tradice však podlehly osvícenským reformám: roku 1764 byly zakázány školní latinské hry pro veřejnost, roku 1770 i pro ryze pedagogické účely a roku 1773 bylo spolu s celým řádem zrušeno i jezuitské gymnázium v Opavě.

### Kočovná a dočasná divadla
Náhradou se stala profesionálních představení kočovných společností, jež jsou v Opavě poprvé doložena v roce 1745. Pro tyto účely město upravilo sál v prvním patře městského domu zvaného Schmetterhaus na Horním náměstí (nyní součást městské radnice); toto místo bylo označováno jako „Divadlo u městské věže“ (Theater um den Stadtturm). Sál roku 1763 vyhořel a byl obnoven až v roce 1772, kočovné společnosti však v mezidobí hrály na jiných místech. První dlouhodoběji působící společností v Opavě byla společnost Karla Morocze v letech 1782–1784. Společnost Karla Haina, hrající v Opavě od roku 1789, zde jako první pravidelně uváděla opery. Jako první zde byla uvedena opera Giovanniho Paisiella Gli astrologi immaginari (ovšem v úpravě na německý singspiel jako Die eingebildeten Philosophen, tj. Domnělí filosofové).
V téže době, od roku 1768, pořádal ve svém opavském paláci (dnes Blücherův palác) divadelní a zejména operní představení hrabě Ignác Dominik Chorynský z Ledské; jednalo se v podstatě o pobočku jeho zámeckého divadla ve Velkých Hošticích. Divadlo bylo uzavřeno za válečných akcí roku 1778, poslední představení se zde však konalo až v roce 1781 při průjezdu velkoknížete Pavla Opavou.

### Dnešní budova

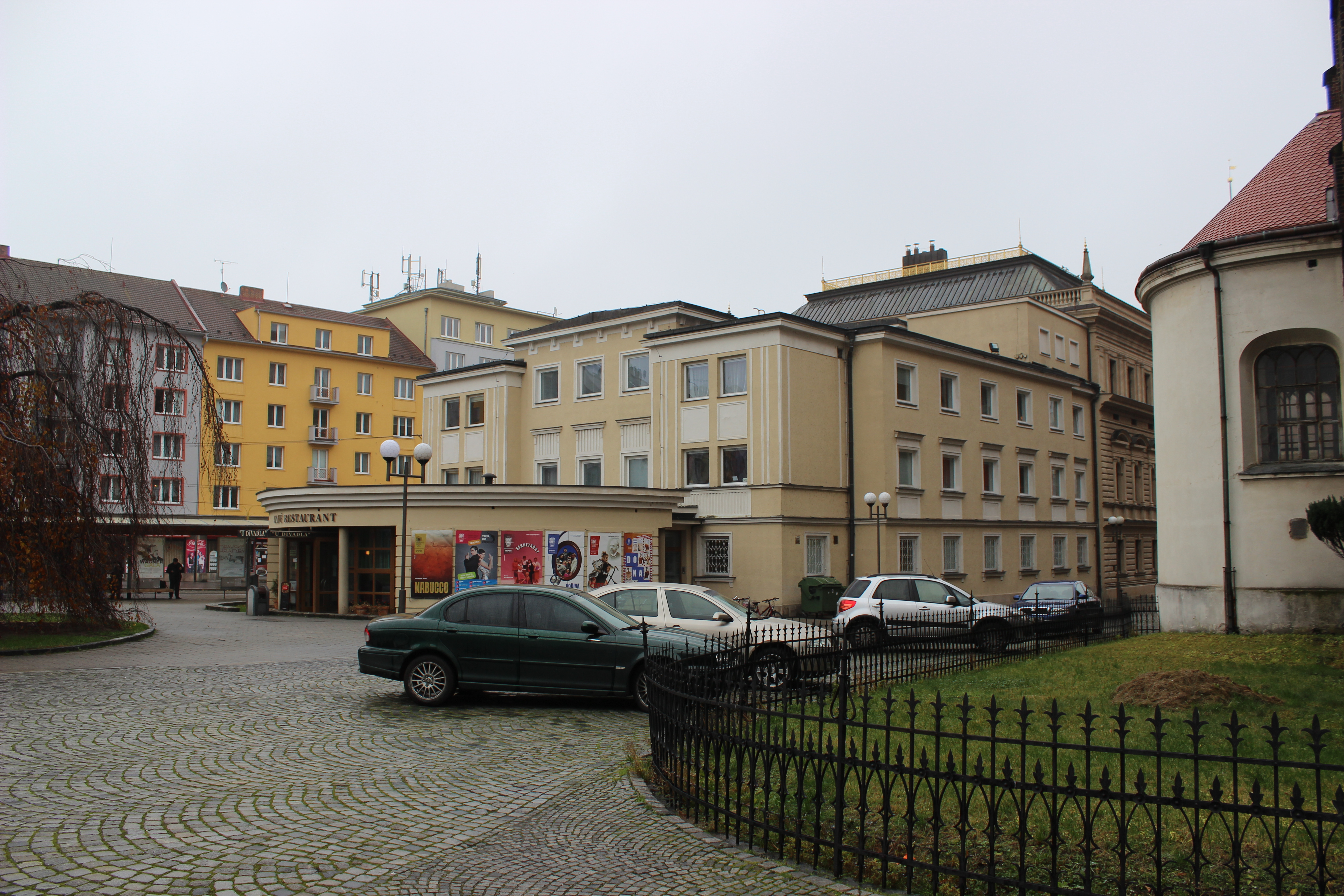
Slezské divadlo - služební vchod

Základní kámen dnešní budovy Slezského divadla byl položen 1. května 1804. Provoz byl zahájen 1. října 1805 hrou Karl der Kühne (Karel Smělý) v provedení členů herecké společnosti ředitele Karla Flebbeho. V roce 1810 město změnilo dosavadní systém pronájmu divadla a vybraný divadelní ředitel, zpravidla na 3 roky, využíval divadlo bez poplatku za pronájem a složil pouze kauci pro případnou kompenzaci vzniklé škody. Významnou událostí se stala účast divadla na slavnostech v rámci opavského kongresu Svaté aliance v roce 1820. Divadlo v té době uvedlo 78 představení během 51 večerů. Kromě divadelních her se divadlo podílelo také na organizování plesů, redut a kasin v divadelním sále. K účinkování byli pozváni i umělci z Vídně. V roce 1882 rozhodla Zemská vláda o podstatné rekonstrukci nákladem 150 000 zlatých podle návrhu Eduarda Labitzkého. 20. září 1883 bylo divadlo po rekonstrukci slavnostně otevřeno.[zdroj?]
V roce 1909 musela být provedena další oprava a adaptace Městského divadla, které byla vynucena požárem z 15. června téhož roku. Interiér divadla byl proveden ve slohu Ludvíka XVI. Mezi lety 1919 a 1938 bylo divadlo pronajímáno pro pravidelná česká představení. 1. září 1944 bylo divadlo na základě nařízení o totálním nasazení uzavřeno. Po skončení války byla budova opravena a 16. srpna 1945 byla znovuzahájena činnost tehdejšího Slezského národního divadla, které převzalo dřívější německý model vícesouborového divadla se samostatnými soubory činohry, opery a operety, využívající společně orchestr, sbor a balet. Prvními představeními byly drama Matka Karla Čapka a opera Prodaná nevěsta Bedřicha Smetany.[zdroj?]
Roku 1948 došlo k úpravě fasády z novorenesančního stylu do podoby socialistického realismu a roku 1954 ukončil svou činnost operetní soubor. Mezi lety 1955 a 1957 byla k divadlu přistavěna správní budova. K další celkové rekonstrukci divadla došlo na přelomu 80. a 90. let 20. století a 15. února 1990 dostalo divadlo svůj současný název – Slezské divadlo v Opavě. Scéna Slezského divadla se dokonce kvůli probíhajícím úpravám dočasně přesunula do kulturního domu podniku Ostroj na Těšínské ulici. 2. října 1992 proběhlo slavnostní představení Janáčkovy opery Její pastorkyňa, k zahájení provozu v obnoveném divadle. Od roku 1990 do roku 1995 proběhla další přestavba podle projektu Iva Klimeše, během níž dostala budova zpět svou původní novorenesanční podobu. Zatím poslední rekonstrukcí prošla budova v letech 2010 až 2011 – v tomto případě se jednalo o rozsáhlé úpravy interiéru, hlediště i jeviště.[zdroj?]